# Fabiana Rosales
Fabiana Andreina Rosales Guerrero, née le 22 avril 1992 à Tovar au Venezuela, également connue sous le nom de Fabiana Rosales de Guaidó, est une journaliste vénézuélienne et militante des droits de l'homme sur les réseaux sociaux.
Elle est mariée à Juan Guaidó, président contesté de l'Assemblée nationale et prétendant à la présidence par intérim du pays lors de la crise présidentielle vénézuélienne. Elle est alors considérée par la Maison-Blanche et l'Assemblée nationale vénézuélienne comme la première dame du Venezuela (en),.

## Biographie

### Famille et éducation
Fabiana Andreína Rosales Guerrero est née le 22 avril 1992 dans la ville de Tovar, dans l'état de Mérida. Son père, Carlos Rosales Belandria est agricultrice et sa mère, Elsy Guerrero, journaliste. Enfant, elle observe les interviews de sa mère et s'ntéresse aux questions sociales. Elle participe à la gestion de la ferme familiale et décide d'étudier le journalisme. Son père décède des suites d'une crise cardiaque en 2013, qu'elle impute aux pénuries au Venezuela (en). Son cousin meurt de la même manière, car les produits pour une transfusion sanguine n'ont pas pu être trouvés. En 2013, elle obtient son diplôme en journalisme et communications sociale à l'université Rafael Belloso Chacín (en),. Elle a travaille par la suite dans l'état de Mérida pour un conseil municipal en tant qu'attachée de presse, puis occupe un poste similaire après avoir déménagé à Caracas.
Elle rencontre Juan Guaidó lors d'un rassemblement de jeunes. Le couple se marie en 2013, leur fille naît en 2017.

### Activisme politique

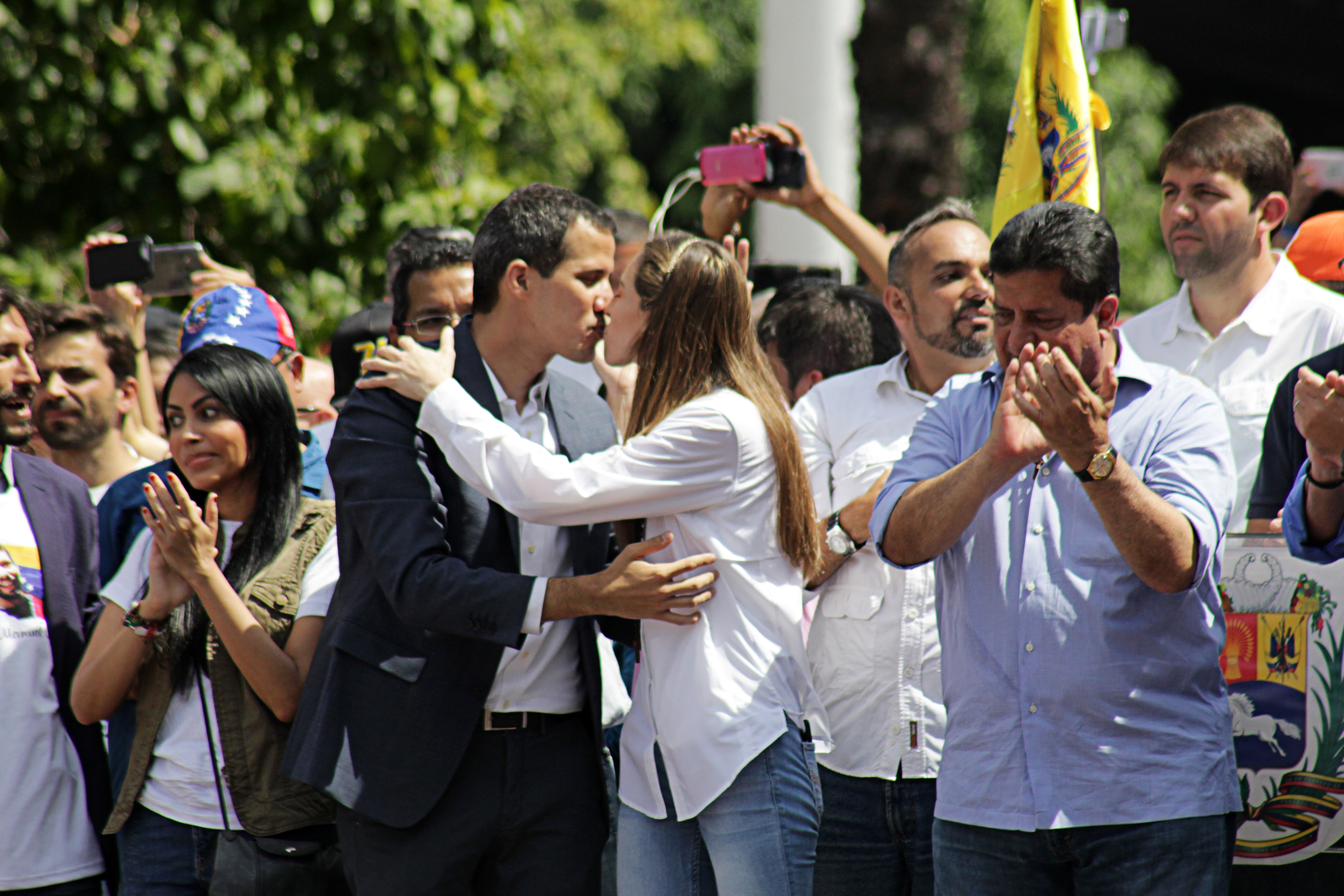
Fabiana Rosales avec Juan Guaidó lors d'une manifestation en février 2019

Au cours de ses études universitaires, Fabiana Rosales commence à travailler pour le parti d'opposition Volonté populaire,. En tant que militante des droits de l'homme, elle compte près de 150 000 abonnés sur Instagram au 26 janvier 2019. Elle déclare qu'un facteur de motivation pour elle est qu'elle ne "veut pas que sa fille grandisse en voulant quitter le Venezuela", et qu'elle "travaille pour que sa fille hérite d'un pays meilleur".
Pendant la crise présidentielle vénézuélienne, son mari est désigné président par intérim par l'Assemblée nationale vénézuélienne, contestant la légitimité de Nicolás Maduro. Plus de 50 gouvernements reconnaissent (en) alors Juan Guaidó comme président par intérim du Venezuela,, ce qui donne implicitement à Rosales le titre de première dame du Venezuela (en),,. Elle déclare à Reuters que des espions et des "groupes armés pro-gouvernementaux" la suivent, ainsi que son mari.

#### Relations étrangères

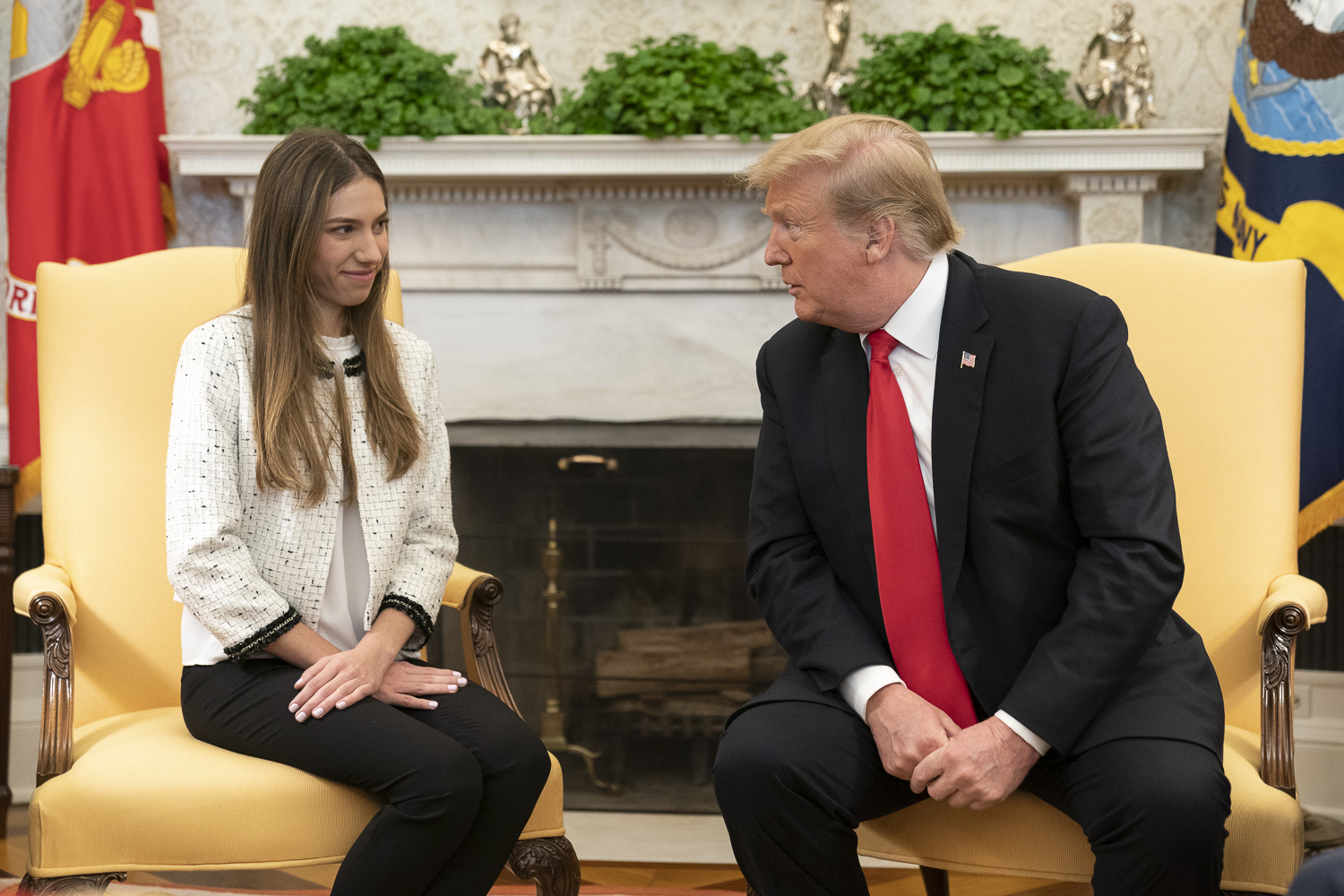
Fabiana Rosales avec Donald Trump

Le New York Times affirme que Fabiana Rosales "émerge comme une figure de premier plan dans la campagne de Juan Guaidó pour apporter des changements dans le pays ravagé par la crise". Elle assume le rôle d'ambassadrice internationale de l'opposition, rencontrant la diaspora bolivarienne et les dirigeants régionaux pour solliciter un soutien à l'opposition et à son pays. Elle commence en Amérique latine en mars 2019, rencontrant Martín Vizcarra et Sebastián Piñera, respectivement présidents du Pérou et du Chili.
Le 27 mars, elle se rend à la Maison-Blanche pour rencontrer le président américain Donald Trump et le vice-président Mike Pence. Elle déclare que la crise au Venezuela est grave, la qualifiant de "liberté ou dictature, vie ou mort". Trump déclare que c'est "un grand honneur de recevoir la première dame du Venezuela". Elle se rend ensuite à une réunion avec le maire de Miami, Carlos A. Giménez, où elle reçoit la clé du comté de Miami-Dade.
L'Associated Press écrit que ses "opposants présentent sa récente tournée comme une tentative désespérée de maintenir Guaido sous les projecteurs internationaux", et cité un diplomate de l'administration Maduro, qui déclare: "Elle essaie de renforcer l'image de Guaido, en tant que soutien à son mouvement au Venezuela qui se dégonfle".